# Franziska Weinberger

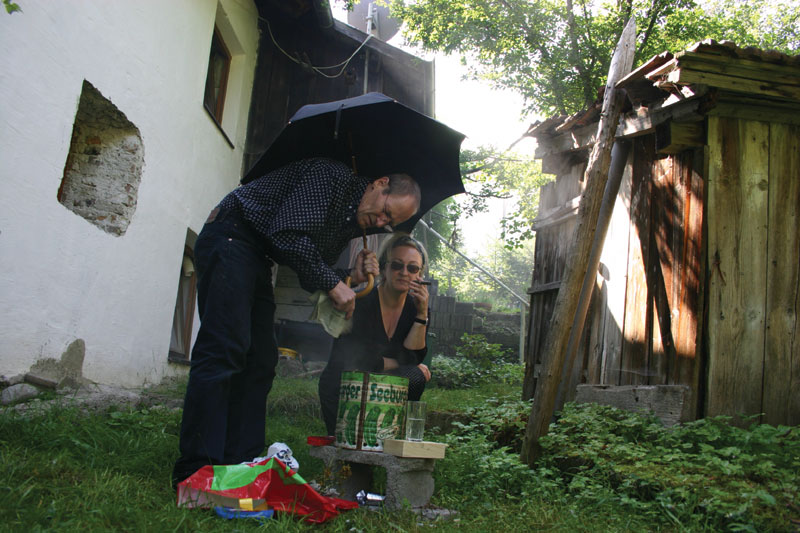
Lois und Franziska Weinberger (2007)

Franziska Weinberger (* 1953 in Innsbruck) ist eine österreichische Kunsthistorikerin und Künstlerin.

## Leben
Franziska Weinberger studierte Kunstgeschichte an der Universität Innsbruck. Sie war als Kuratorin und Galeristin tätig, bis es zur Arbeitsgemeinschaft mit ihrem Ehemann kam, dem Künstler Lois Weinberger. Seit 1999 wird die langjährige Zusammenarbeit der beiden Künstler auch durch die gemeinsame Namensnennung dokumentiert.
Gemeinsam mit Lois Weinberger konzipierten sie unzählige Kunstwerke und waren an wichtigen internationalen Ausstellungen beteiligt. Seit 2003 bis zu dessen Tod im Jahr 2020 realisierten die beiden vor allem Projekte und ortsbezogene Interventionen im öffentlichen Raum.
Franziska Weinberger lebt und arbeitet in Wien.

## Ausstellungen (Auswahl)
- 2000: Museum Moderner Kunst 20er Haus Wien (solo)
- 2003: Kunstverein Hannover (solo)
- 2007: Lois und Franziska Weinberger. »Feldarbeit II (aussetzen)«. Kunsthalle Gießen[3]
- 2008: Lois & Franziska Weinberger, Lentos Kunstmuseum Linz[4]
- 2009: Österreichischer Pavillon, Biennale Venedig
- 2013: Tiroler Landesmuseum Ferdinandeum, Innsbruck (solo)

## Auszeichnungen
- 2006: Tiroler Landespreis für Kunst[5]